# Сонта
Сонта (серб. Сонта) — селище в Сербії, належить до общини Апатин Західно-Бацького округу автономного краю Воєводина.

## Населення
Населення селища становить 4992 осіб (2002, перепис), з них:
- хорвати — 2.966 — 59,41%
- серби — 975 — 19,53%,
- угорці — 267 — 5,34%
- румуни — 211 — 4,22%,

живуть також роми, югослави, німці, мусульмани і навіть кілька русинів-українців.